# Port lotniczy Bahías de Huatulco
Port lotniczy Bahías de Huatulco (IATA: HUX, ICAO: MMBT) – port lotniczy położony w Huatulco, w stanie Oaxaca, w Meksyku.